# فرودگاه صحرایی ارتشی بلکستون
فرودگاه صحرایی ارتشی بلکستون (به انگلیسی: Blackstone Army Airfield) یک فرودگاه همگانی و نظامی بهره‌برداری هوایی با کد یاتا BKT است که یک باند فرود بتن دارد و طول باند آن ۱۴۱۲ متر است. این فرودگاه در کشور ایالات متحده آمریکا قرار دارد و در ارتفاع ۱۳۴ متری از سطح دریا واقع شده‌است.